# 엑스터시 (철학)
엑스터시(ecstasy, 고대 그리스어 ἔκστασις ekstatic, "자신의 바깥에 있거나 서 있는 것, 다른 곳으로의 이동"을 뜻하는 ek- "밖", stasis "힘의 대치 또는 스탠드"에서 유래)는 실존주의 철학에서 "외부 자체"를 의미하기 위해 사용되는 용어이다. 예를 들어, 사람의 의식은 자기 안에 갇혀 있지 않다. 왜냐하면 자기 자신의 바깥쪽에 있는 다른 사람을 의식할 수 있기 때문이다. 어떤 의미에서 의식은 일반적으로 그 대상(생각하거나 인식하는 것)이 그 자체가 아니라는 점에서 "자체 외부"이다. 이것은 투기꾼의 관점에서 생각하는 것과 관련된 "자신 안에 서 있는 것"을 의미하는 엔스타시스(enstasis)라는 용어와 대조된다.